# Смульник (Куявсько-Поморське воєводство)
Смульник (пол. Smólnik, нім. Kienort) — село в Польщі, у гміні Влоцлавек Влоцлавського повіту Куявсько-Поморського воєводства.
Населення — 259 осіб (2011).
У 1975-1998 роках село належало до Влоцлавського воєводства.

## Демографія
Демографічна структура станом на 31 березня 2011 року:
|          | Загалом | Допрацездатний вік | Працездатний вік | Постпрацездатний вік |
| -------- | ------- | ------------------ | ---------------- | -------------------- |
| Чоловіки | 129     | 23                 | 94               | 12                   |
| Жінки    | 130     | 34                 | 73               | 23                   |
| Разом    | 259     | 57                 | 167              | 35                   |